# Ishizakiella supralittoralis
Ishizakiella supralittoralis is een mosselkreeftjessoort uit de familie van de Leptocytheridae. De wetenschappelijke naam van de soort is voor het eerst geldig gepubliceerd in 1974 door Schornikov.